# Smużka ciemna
Smużka ciemna (Sicista severtzovi) – gatunek gryzonia z rodziny smużek (Dipodidae), występujący we Europie Wschodniej.

## Klasyfikacja
Gatunek został opisany naukowo w 1935 przez S. Ogniowa, który jako miejsce typowe wskazał rejon bobrowski w obwodzie woroneskim w Rosji. Wcześniej była uznawana za podgatunek smużki stepowej (Sicista subtilis), obecnie na podstawie kariotypu klasyfikuje się ją jako odrębny gatunek.

## Występowanie
Smużka ciemna występuje w południowo-zachodniej Rosji i na Ukrainie. Gryzoń ten jest spotykany na otwartych obszarach stepów, lasostepów i łąk porośniętych wysokimi trawami. Jest naturalnie rzadka

## Biologia
Smużka ciemna prowadzi naziemny, samotny tryb życia. Żywi się nasionami i owadami. Zimą hibernuje, rozmnaża się raz w roku po przebudzeniu ze snu zimowego.

## Populacja
Gryzoń ten jest naturalnie rzadki, ale nie stwierdzono spadku jego liczebności. Zamieszkuje dość duży obszar i jest uznawany za gatunek najmniejszej troski. Zagrożeniem dla smużki ciemnej może być utrata środowiska, jako że występuje ona na żyznych terenach, sprzyjających rolnictwu.